# Cane nero

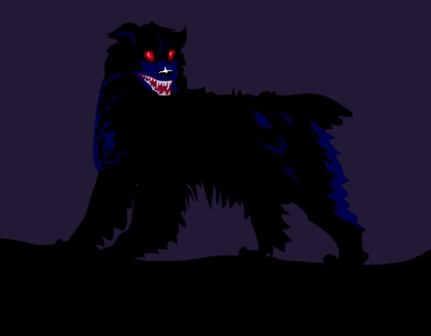
Il Cane Nero nel folklore della Gran Bretagna è descritto come una creatura notturna dagli occhi infuocati.

Il Cane nero (in inglese Black Dog) è una creatura della notte ricorrente nel folclore del Regno Unito. Le storie relative a questi fantasmi mostruosi sono diffuse in tutto il territorio, dalla Scozia al Galles, dall'Inghilterra alle Isole.
I Cani neri sono descritti come esseri soprannaturali dalla forma di grossi cani, con occhi fiammeggianti e pelo irsuto, dal colore nero o verde fosforescente.
Sono fantasmi ritenuti messaggeri dell'oltretomba, quindi di cattivo augurio.
Secondo le descrizioni, si muovono compiendo lunghi balzi sui sentieri di campagna, durante la notte. Gli occhi, che rosseggiano nel buio, indicano la ferocia della bestia.
Chi incontra questa creatura, anche solo di sfuggita, o sente l'odioso scalpiccio delle sue zampe, sa che la sua fine è vicina.
L'idea di questi cani mostruosi deriva dalla demonologia medievale, che aveva spesso visto nei gatti, nei cani e nei caproni neri i familiari delle streghe, nonché le forme tipiche in cui spesso si rappresentava il Demonio.
La superstizione riguardo a queste creature notturne è diffusa in molte zone rurali della Gran Bretagna. Forieri di morte, sono conosciuti con nomi differenti a seconda delle zone:
- nell'Anglia Orientale sono noti come Black Shucks;
- nel Lancashire il cane fantasma è chiamato Skriker, oppure Gytrash;
- nello Yorkshire prende il nome di Padfoot.

I Cani neri sono una leggenda molto diffusa anche in Cornovaglia, nelle Isole Britanniche e in Galles (gwyllgi).

## Il Cane nero nella letteratura
In letteratura, l'opera più celebre basata sulle leggende dei Cani neri è senza dubbio Il mastino dei Baskerville, di Arthur Conan Doyle.
Il passo seguente riporta una delle numerose descrizioni della creatura spettrale:
(tratto da Il mastino dei Baskerville, secondo capitolo)
La leggenda del Cane nero (nello specifico si tratta di un Gytrash) è citata anche nel dodicesimo capitolo di Jane Eyre, un romanzo di Charlotte Brontë.
Nel romanzo Il Cammino di Santiago di Paulo Coelho il protagonista affronta e sconfigge un grande cane nero di origine soprannaturale.
La figura minacciosa del Cane nero compare misteriosamente nella vicenda raccontata da Francesco Carofiglio nel suo romanzo L'Estate del Cane nero, diventando il motore (forse soprannaturale) dell'evolversi degli eventi.
Cane nero è il titolo di uno dei racconti contenuti nel libro Trigger Warning, di Neil Gaiman.

## Cultura di massa
Nel terzo libro della saga di Harry Potter, Harry Potter e il prigioniero di Azkaban, parte della trama ruota attorno alla figura del "Gramo" (in inglese Grim), che è un cane nero gigante presagio di morte. Inoltre il personaggio Sirius Black è un animagus che si trasforma in un grosso cane nero, e viene pertanto scambiato per il Gramo da Harry Potter.
Nella serie televisiva Supernatural, il Black Dog viene usato da alcuni demoni come esattore del pagamento per i patti stretti con gli umani. Anche il protagonista Dean Winchester, per aver venduto la propria anima al demone Lilith in cambio della vita del fratello Sam, viene attaccato e ucciso da un Black Dog, animale demoniaco che solo lui, in quanto condannato a morte, poteva vedere.